# Zunil
Zunil ist eine etwa 12.500 Einwohner zählende Kleinstadt im Departamento Quetzaltenango im Westen Guatemalas. Der Ort wird ganz überwiegend von Angehörigen der Quiché-Stammesgruppe bewohnt; die Hauptsprachen sind Quiché (82 %) und spanisch (18 %).

## Lage
Zunil liegt etwa 10 km südöstlich von Quetzaltenango auf einer Höhe von ca. 2000 m ü. d. M. Die Stadt selbst liegt an einem Hang; im Tal fließt der Fluss Salamá und dient zur Bewässerung der an seinem Ufer gelegenen Felder. In der weiteren Umgebung des Ortes befinden sich 3 Vulkanberge: Santo Tomas, Santa María und Santiaguito. In der näheren und weiteren Umgebung von Zunil finden sich mehrere Thermalbäder, die aus heißen unterirdischen Quellen gespeist werden.

## Geschichte
Ob der Ort bereits in präkolumbianischer Zeit existierte, ist unklar; bislang wurden jedenfalls keine Ruinen oder sonstige Artefakte gefunden. In der Kolonialzeit wurden mehrere Minen in die umliegenden Berge getrieben um Schwefel, Eisenerz und Quecksilber abzubauen. Der Ort gelangte dadurch zu einem gewissen Wohlstand, der sich auch in der vergleichsweise großen und mit einer der schönsten Fassaden Guatemalas versehenen Kirche widerspiegelt.
Am 12. Oktober 2011 richteten – von tagelangen heftigen Regenfällen ausgelöste – Schlammlawinen in der Umgebung von Zunil schwere Schäden an Häusern, Geschäften, Autos und Feldern an und forderten etliche Menschenleben.

## Sehenswürdigkeiten
- Die weißgetünschte und zur Stabilisierung von zwei seitlichen Türmen gerahmte Fassade der Kirche Santa-Catalina ist reich gestaltet und zeigt vier doppelgeschossige gedrehte Säulenpaare, die auch als 'salomonische Säulen' bezeichnet werden – diese sind im spanischen Kolonialbarock Mittel- und Südamerikas häufiger anzutreffen; hier sind sie zusätzlich noch mit Rankenwerk überzogen. Dazwischen befinden sich Nischen mit Heiligenfiguren, die als Mitglieder des Franziskanerordens angesehen werden; Franz von Assisi selbst steht ganz links in der unteren Reihe – auf seinem Kopf sitzt ein Vogel. In der oberen Ebene ist auch die Kirchenpatronin zu sehen. Die seitlichen Türme sind dagegen – wie im Kolonialbarock üblich – in ihrem unteren Teil völlig schmucklos; erst an der von Fenstern durchbrochenen Spitze zeigt sich – wie auch im Mittelteil – ein abstrakt-vegetabilisches Arabeskendekor. Die Kirchenfassade schließt mit einem dreidimensionalen, von barocken Voluten eingerahmten Glockengiebel. Das einschiffige langgestreckte Innere endet in einem von einer Kuppel überdeckten Chor.
- Einen Besuch beim Lokalheiligen Maximón sollte man sich auf keinen Fall entgehen lassen, auch wenn Touristen für Eintritt und Fotos zur Kasse gebeten werden.

## Sonstiges
Ein Einschlagkrater auf dem Mars ist nach dem Ort Zunil benannt; er ist möglicherweise der Ursprung einiger Marsmeteoriten.